# Hombre de lata
«Hombre de lata» es una canción compuesta e interpretada por el músico argentino Luis Alberto Spinetta, incluida en su álbum solista Pelusón of milk editado en 1991. La versión del álbum está interpretada por Spinetta, con el acompañamiento de Guillermo Arrom en primera guitarra, autor también del arreglo y Claudio Cardone en teclados. El tema es el último del álbum en formato de vinilo, pero no en los formatos de casete y CD lanzados simultáneamente.

## Contexto
Spinetta venía de dos álbumes de estudio premiados como los mejores del año (Téster de violencia en 1988 y Don Lucero en 1989), un buen álbum en vivo (Exactas, 1990), un álbum recopilatorio (Piel de piel, 1990) y una clínica musical titulada El sonido primordial (1990) que fue editada como libro. Luego de semejante actividad, a la que se sumó haber recibido un shock eléctrico en un recital, Spinetta se apartó relativamente de los músicos de su banda y se refugió en el espacio privado de su familia.
En 1991 desapareció la Unión Soviética y el mundo comenzaba a transitar los primeros años de la década del '90, caracterizada por una mayor valoración social de lo privado -incluyendo el proceso de privatizaciones-, la riqueza y la fama, impulsada por un gran desarrollo de los medios de comunicación. "Aún quedan mil muros de Berlín" cantaría ese año en «Pies de atril».
Argentina por su parte dejaba atrás dos dramáticos brotes hiperinflacionarios en 1989 y 1990 que hundieron en la pobreza a la mayor parte de la población, a la vez que sucesivas leyes de impunidad dejaban en libertad a los criminales que habían cometido violaciones masivas de los derechos humanos en las décadas de 1970 y 1980.

## El álbum
Luego de un álbum "para pensar" como Téster de violencia y un álbum "para sentir" como Don Lucero, Spinetta tomó distancia de su banda y de las apariciones públicas, para concentrarse en su vida familiar, a la espera del bebé que gestaba su esposa. Pelusón of milk es resultado de esa introspección, que recuerda otros álbumes creados en circunstancias similares, como Artaud y Kamikaze.

Está más ligado a mi vida que era "esperándola a Vera", porque eso es Pelusón of milk. Esos temas fueron hechos en mi casa, con el embarazo de la mamá, esperando a la beba... Muchos temas de Pelusón of milk están hechos de mí para mí. Es el intento de armar un enorme patio interior.
Luis Alberto Spinetta

El álbum fue grabado entre junio y septiembre de 1991, en el estudio propio que Spinetta había instalado dos años antes en la calle Iberá.

## El tema
El tema es el decimoprimer track del álbum solista Pelusón of milk, un álbum introspectivo y centrado en lo familiar. El tema es el último del álbum en su formato de disco de vinilo y el anteúltimo en el formato casete; en el formato CD le siguen otros cuatro temas. El crítico musical Claudio Kleiman lo define como un tema rockero "donde asoma la influencia de Police".
El título de la canción "Hombre de lata" es similar al título Señor de las latas, la ópera frustrada que Spinetta escribió en 1970. La letra de la canción está relatada en segunda persona del singular (tú). En ella Spinetta le habla al "hombre de lata" del título, sobre lo que come ("sólo te comes lo que es herido): 

Hombre de lata,
sólo tu lengua lo resiste,
Y cuanto más pela,
más te complace y ves que banca.
"Hombre de lata"

El hermetismo de la letra se corresponde con un álbum íntimo, sobre el que Spinetta ha dicho que "muchos temas de Pelusón están hechos de mí para mí".